# Саркофаг Александра
Саркофаг Александра або сідонський саркофаг — один з найбільш відомих саркофагів античності, виявлений з трьома іншими в некрополі Сідона в 1887 році і згодом перевезений в Археологічний музей Стамбула. Зберігається в Стамбульському Археологічному музеї під інвентарним номером 370.

## Історія
Саркофаг був виготовлений з пентеліконського мармуру у формі грецького храму з фронтоном і дахом, покритим черепицею. На підставі стилістичних даних він може бути датований кінцем IV сторіччя до н. е. (між 325 роком до н. е. і 311 роком до н. е.). Саркофаг виготовлений для захоронення Абдалоніма, якого Александр Македонський зробив царем. Свою умовну назву він отримав завдяки зображенню на одному з фризів кінного воїна, що б'ється з персами в так званому «левиному шоломі», в якому бачать Александра Македонського. Карл Шефольд вважає манеру рельєфів долісіппівською. Він вважає, що для рельєфів саркофага характерно змішання стилів: пізньої класики і раннього еллінізму. На думку К. Шефольда над саркофагом працювали, принаймні, 4 майстри-різьбяра по каменю.
На одній стороні саркофага зображена битва при Іссі (ймовірно, за тим же джерелом, що й мозаїка Олександра), на другий — мисливські сцени, можливо, за участю Александра й царя Сідону.
Під час розкопок Гробниці в Амфіполісе виявлені декоративні елементи труни, які мають разючу подібність з саркофагом Александра із Сідона.